# جيمس ماكنزي (سياسي)
جيمس ماكنزي هو سياسي كندي، ولد في 23 أبريل 1854، وتوفي في 12 فبراير 1936.